# Cratere Felicia
Felicia  è un cratere sulla superficie di Venere.